# The Red Chord
A The Red Chord amerikai extrém metal zenekar. 1999-ben alakultak meg a massachusettsi Revere-ben. Deathgrind, technical death metal és deathcore műfajokban játszanak.
Jelenleg négy taggal rendelkeznek: Guy Kozowyk, Mike McKenzie, Greg Weeks és Michael Justian. Volt tagok: Kevin Rampelberg, Jonny Fay, Mike Keller, Adam Wentworth, Brad Fickelsen és Matt Murphy.
A tagok már 1998-ban alapítottak egy zenekart, Beyond the Sixth Seal néven, amely melodikus death metalt és death'n'rollt játszik. Ez az együttes is aktív, egészen a mai napig, holott egyszer már feloszlottak, 2003-ban. 2006-ban alakultak újra.
A Red Chord pályafutása alatt négy nagylemezt jelentett meg. Albumaikat a Metal Blade Records, Robotic Empire kiadók dobják piacra.

## Diszkográfia
- Fused Together in Revolving Doors (2002)
- Clients (2005)
- Pray for Eyes (2007)
- Fed Through the Teeth Machine (2009)